# Paz Oil Company
Paz Oil Company (hebrejsky: פז, Paz, zkratka PZOL) je izraelská firma.

## Popis

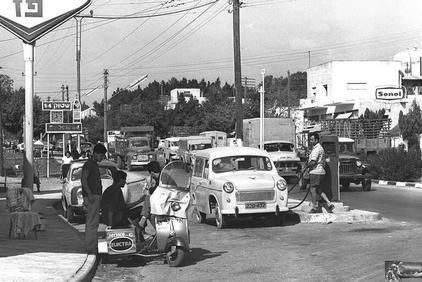
Čerpací stanice pohonných hmot firmy Paz

Jde o firmu zaměřující se na energetický trh (paliva). Vznikla roku 1922 jako Anglo-Asiatic Petroleum. Od roku 1927 působila pod značkou Shell, později Shell Palestine. Kvůli tlaku arabských zemí proti obchodu s Izraelem se roku 1958 firma oddělila do samostatné akciové společnosti s názvem Paz Petroleum Company. V roce 1981 prodal jeden z významných akcionářů svůj podíl izraelské vládě, která jej roku 1988 privatizovala milionáři z Austrálie Jackovi Liebermanovi. V roce 1994 získala třetinový podíl ve firmě Claridge Group a Renaissance Fund. K poslední velké majetkové změně došlo roku 1999, kdy 60% podíl v Paz Oil Company koupil Bino Zadik, 30% podíl držel Jack Lieberman. V roce 2000 část z jejich podílů získala Banka Le'umi. Hlavním akcionářem je v současnosti Bino Holdings (cca 51 %), Lieberman Group (cca 20 %), Banka Le'umi (cca 19 %). Firma je obchodována na Telavivské burze cenných papírů a je zařazena do indexu TA-25.
Firma zajišťuje okolo třetiny izraelské spotřeby ropných produktů. Provozuje 260 čerpacích stanic pohonných hmot. Patří ji ašdodská rafinérie. Podle dat z roku 2010 byla Paz Oil Company čtvrtým největším podnikem v sektoru služeb a obchodních solečností v Izraeli podle tržeb, které roku 2010 dosáhly 15,049 miliardy šekelů.